# Karl Straub (Schriftsteller)
Karl Straub (* 1873 in Salz, Bayern; † 1949 ebenda) war ein deutscher Lehrer und Schriftsteller aus Unterfranken, der für sein Engagement für das Mittelgebirge Rhön bekannt war. Im Rhönklub trug er den Beinamen „Rhönvater“.

## Biografie

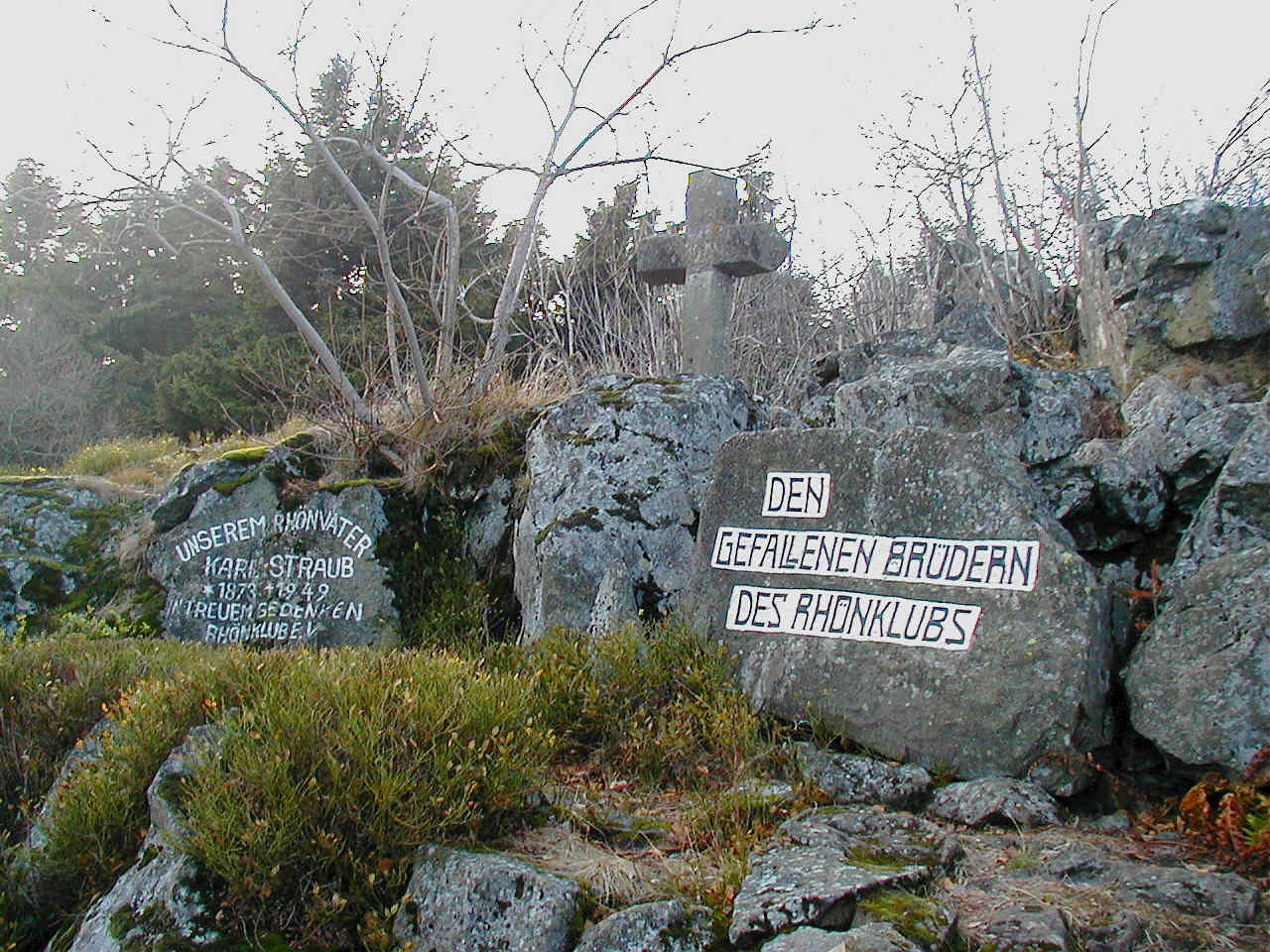
Gedenkstätte für Karl Straub und die Gefallenen des Rhönklubs auf dem Heidelstein in der Rhön

1923 initiierte er ein Ehrenmal am Heidelstein als Denkmal für die im Ersten Weltkrieg gefallenen Mitglieder des Rhönklubs. 1949 kam ein Gedenkstein für ihn selber hinzu.
1924 wurde unter der Bearbeitung von Karl Straub erstmals ein Rhönkalender vom Rhönklub herausgegeben.
Im März 1924 erschien sein Werk Die Rhön im Wandel der Monate, in dem zu jedem Monat jeweils eine allgemeine Erklärung steht, gefolgt von den "Sitten und Gebräuchen der Rhöner" in diesem Monat. Wegen des großen Erfolgs bei Lesern und Kritikern wurde es im Mai des folgenden Jahres ergänzt und neu aufgelegt. Karl Straub wollte mit dem Büchlein "dazu beitragen, daß die Unwahrheiten über die Rhön, die sich immer noch in vielen Büchern finden, endlich verschwinden, daß falsche Vorstellungen von dem angeblichen Lande der armen Leute mehr und mehr beseitigt werden, damit die Rhön, als herrliche Blume in dem Kranze deutscher Mittelgebirge, so gewürdigt werde, wie sie es ihrer Schönheit und Eigenart nach wirklich verdient." (aus dem Vorwort).
In den 1930er Jahren setzte er sich für das 1920 vom Rhönklub-Zweigverein Würzburg erworbene Haus Franken am Dammersfeld ein. Mit der Einrichtung des Truppenübungsplatzes im Frühjahr 1938 musste es jedoch weichen, daher wurde bereits im Sommer des gleichen Jahres der Grundstein für das „Würzburger Haus“ am gegenüberliegenden Farnsberg gelegt. Dieses Haus trägt heute den Namen Karl Straubs, neben dem Haus steht sein in Bronze gegossenes Konterfei.
Eine Gedenktafel an seinem Geburtshaus findet man in Salz am Wege nach Bad Neustadt an der Saale, eine Gedenkstätte auf dem Friedhof. Rund um den Ort wurde ein 8,5 km langer Karl-Straub-Rundweg angelegt. Im Ort ist eine Straße nach ihm benannt.
In Bad Neustadt erhielt eine Förderschule zur Lernförderung seinen Namen.

## Werk
- Die Rhön im Wandel der Monate. Kulturgeschichtliche Erzählungen, Stimmungsbilder, Sagen und Geschichten aus der Rhön. Bonitas-Bauer, Würzburg 1924, DNB 57748253X.